# Livre IV de la Bibliothèque historique
Le livre IV de la Bibliothèque historique de Diodore de Sicile est, après la Bibliothèque d'Apollodore, le recueil de mythes grecs le plus complet dont nous disposons actuellement.

## Composition et résumé
Ferdinand Hoefer, dans sa traduction, scinde le livre IV en 85 paragraphes. Après une introduction au premier paragraphe, Diodore traite les mythes suivants :
- Bacchus, Priape, Hermaphrodite et les Muses (§ 2–7) ;
- La vie d'Héraclès (§ 8–39) ;
- Le voyage des Argonautes et Médée (§ 40–56) ;
- Les Héraclides (§ 57–58) ;
- La vie de Thésée (§ 59–63) ;
- Le cycle thébain (§ 64–67) ;
- Nélée et sa postérité ;
- Les Lapithes et les Centaures ;
- Esculape et sa postérité ;
- Les filles d'Asopus et les fils d'Aeacus ;
- Pélops, Oenomaüs et Niobé ;
- Dardanus et ses descendants jusqu'à Priam ;
- Dédale et le Minotaure. L'expédition de Minos contre le roi Cocalus ;
- Aristée, Daphnis, Eryx et Orion (§ 81–85).

## Traductions en français
- Histoire universelle de Diodore de Sicile  (trad. Jean Terrasson), Paris, De Bure, 1737-1744 (lire en ligne)
- Bibliothèque historique de Diodore de Sicile  (trad. André-François Miot), Paris, Imprimerie royale, 1834-1838 (BNF 30343766)
- Bibliothèque historique de Diodore de Sicile  (trad. Ferdinand Hoefer), Paris, Charpentier, 1846 (BNF 30343767, lire en ligne)
- Mythologie des Grecs : Bibliothèque historique, Livre IV  (trad. Anahita Bianquis, préf. Philippe Borgeaud), Les Belles Lettres, 1997, 192 p. (ISBN 978-2-251-33929-0, présentation en ligne)